# Belonogaster multipunctata
Belonogaster multipunctata är en getingart som beskrevs av Richards 1982. Belonogaster multipunctata ingår i släktet Belonogaster och familjen getingar. Inga underarter finns listade.